# Orgue de Sant Salvador (Artà)
L'orgue de Sant Salvador està situat al Santuari de la Mare de Déu de Sant Salvador a Artà, municipi de l'illa de Mallorca, situat sobre un petit turó que domina tot l'entorn de la vila.
Les primeres notícies que es tenen de l’indret són de l’ocupació musulmana de l’illa, situant-se al seu cim una fortificació, coneguda com Almudaina, que disposava d’una mesquita.
Amb la conquesta catalana de l’illa, el rei Jaume I, s’apropia d’aquest emplaçament, convertint la mesquita en un temple cristià. La primitiva església del segle XIII, fou cremada al ser utilitzada com hospital durant la pesta de 1820. A més, cal destacar la vivenda del Donat, edificació d’entorn el segle XVI, destinada a vivenda de la persona encarregada del manteniment del recinte de l’Almudaina i del santuari.
El santuari actual es tracta d’una edificació que s’inicià el 1825 i fou beneïda el 1832, tot i que les dues torres que el flanquegen no foren acabades fins a finals de segle.
L’instrument està situat al centre de la barana del cor, i es troba en el més profund abandó, desproveït de les manxes i els tubs de la Trompeta Reial trets fora de l’instrument i esclafats dins l’habitació de les manxes.

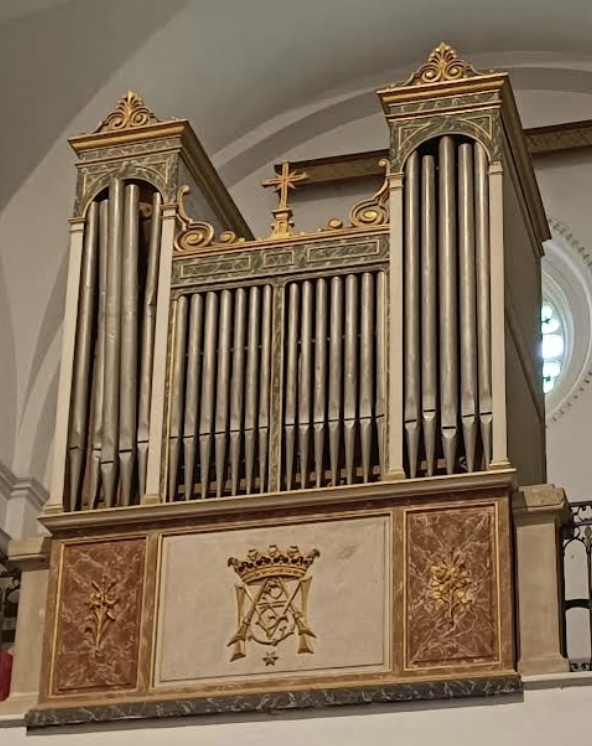
Fotografia de l'orgue del Santuari de Sant Salvador.

## Història
Al segle XVII D. Joan Massanet, músic de la Capella Reial de Madrid, féu construir el temple. L’any 1820 fou enderrocat per haver servit de llatzeret durant la pesta. L’esgésia actual data de 1832.
La primera notícia que tenim d’un orgue en aquest temple és de l’any 1655: el 15 d’agost es paguen “14 lliures per la obra del orga”.
A 1701 es construí un orgue nou a compte del marquès de Bellpuig. El 4 d’agost “mes pagarem a Mestre Caymari 25 lliures pel treball de lo orgue que se fabrica de Na. Sra. St. Salvador consta per albara a compliment d’aquelles 70 lliures que concertaren pagar per lo orga que dona el Sr. Marquès a Na. Sa.”
L’any 1710 “aquí ha de venir un Religiós per adobar los orgas de Na. Sra. De St. Salvador p. comta del Sr. Marquès”. Podria tractar-se de P. Fr. Viñas, religiós carmelita, que per aquests anys el trobam treballant en altres orgues de Mallorca.
Aquest degué esser l’orgue que conegué Berard en la visita de 1789: “coro con pequeño órgano”.
El 1839, l’orguener Antoni Portell li va fer una restauració a fons: “per 17 flautas novas de lleno y de la corneta que faltaven al orga 30 lliures. Per remendar molts de canons qui estaven estropeats aporta lo orga en casa del orgue i pintarlo 8 lliures. Per limpiarlo y refinarlo 10 lliures. Per conduir dit orga empleant 4 dies al Sr. Antoni Portell 6 lliures”.
Aquest orgue desaparegué quan fou instal·lat l’orgue nou, construït pels Cardell, que fou inaugurat el 3 de novembre de 1894. L’instrument fou donat per Da. Maria Blanes i Plaza.

## Descripció
L’orgue consta d’un teclat de 54 notes (C- f’’’) amb partició c’/cs’.
El Pedal consta de 12 botons amb acoblament permanent.
| Mà esquerra    | Mà dreta       |
| -------------- | -------------- |
| Flautat        | Flautat        |
| Octava         | Octava         |
| Bordó          | Bordó          |
| Docena         | Corneta        |
| Octavín        | Octavín        |
| Quincena       | Oboe           |
| Trompeta Reial | Trompeta Reial |